# Rory Dames
Rory Dames (* 10. Februar 1973) ist ein US-amerikanischer Fußballtrainer und -funktionär, der seit der Saison 2013 das Franchise der Chicago Red Stars in der National Women’s Soccer League trainiert.

## Karriere

### Spieler
Dames spielte in seiner Jugend für die Fußballmannschaften der St. Viator High School in Arlington Heights und das Hochschulteam der Saint Louis Billikens. Danach lief er eine Saison lang für die Mannschaft der Rockford Raptors auf.

### Trainer
1997 kehrte Dames als Cheftrainer der dortigen Mädchenmannschaft an die St. Viator High School zurück und betreute diese bis ins Jahr 2005. Im Jahr 2011 übernahm er die Leitung des damaligen Red-Stars-Franchise in der WPSL und erreichte mit dieser das Finalspiel um die Meisterschaft, das in der Verlängerung mit 1:2 gegen die Orange County Waves verloren ging. Ähnliches wiederholte sich in der Saison 2012: Die, nun in der WPSL Elite spielenden, Red Stars erreichten erneut das Meisterschaftsendspiel und führten dort bis in Nachspielzeit, mussten jedoch den späten Ausgleichstreffer hinnehmen und verloren schließlich im Elfmeterschießen.
Ende 2012 gaben die Red Stars bekannt, dass Dames auch in der im April 2013 den Spielbetrieb aufnehmenden Premierensaison der neugegründeten NWSL als Cheftrainer fungieren soll. Die Saison schloss Chicago bei acht teilnehmenden Franchises mit dem sechsten Tabellenplatz und sechs Punkten Rückstand auf die Playoffplätze ab.

## Eclipse Select Soccer Club
Dames ist zudem Präsident des Eclipse Select Soccer Club (auch bekannt als Chicago Eclipse Select), der im Großraum Chicago über 50 Mannschaften im Nachwuchsbereich aufstellt.